# Majumpepen
Majumpepen är en ort i Mexiko.   Den ligger i kommunen Chenalhó och delstaten Chiapas, i den sydöstra delen av landet, 800 km öster om huvudstaden Mexico City. Majumpepen ligger 1 353 meter över havet och antalet invånare är 407.
Terrängen runt Majumpepen är huvudsakligen kuperad, men österut är den bergig. Runt Majumpepen är det ganska tätbefolkat, med 111 invånare per kvadratkilometer. Närmaste större samhälle är Pantelhó, 8,5 km öster om Majumpepen. I omgivningarna runt Majumpepen växer i huvudsak städsegrön lövskog.